# Ribemont

Ribemont este o comună în departamentul Aisne din nordul Franței. În 1 ianuarie 2022 avea o populație de 1.909 de locuitori.